# Flebit
Flebit är en smärtsam inflammation i venväggarna och i den omkringliggande vävnaden. Flebit förekommer ofta i samband med trombos och kallas då tromboflebit.
En ven som inflammerats känns igen eftersom den har ett repliknande utseende och att den omgivande huden är röd och varm. Detta beror på att komponenter från blodet fastnar på venens väggar och därigenom ger upphov till en lång och utdragen blodpropp. Proppen får venerna att hårdna och täpper till vilket gör att vätska ansamlas i benen (ödem) och får benen att svullna.